# Vulpes vulpes ichnusae
Renard Corse, Renard roux de Sardaigne
Sous-espèce
Vulpes vulpes ichnusae, le Renard corso-sarde, également désigné sous les noms de Renard Corse ou encore de Renard roux de Sardaigne, est une sous-espèce insulaire du Renard roux qui se rencontre sur en Corse (France) et en Sardaigne (Italie).

## Répartition et habitat
Le renard corso-sarde comme son nom l’indique est endémique des îles de Corse et de Sardaigne. Il est parfois mentionné par certains auteurs qu’il côtoierait le renard roux d’Europe dans son aire de répartition. Ce renard affectionne particulièrement les maquis et les zones au bord des points d’eau, tandis qu’il évite les habitats plus ouverts comme les garrigues. Durant l’été, la sécheresse et les températures élevées le poussent à élargir son territoire de prospection afin de trouver de la nourriture.

## Description

### Dimensions
Le renard corso-sarde dispose de dimensions plus petites que celles du renard roux d’Europe, en particulier chez les mâles : la hauteur est de 35 à 50 cm, la longueur tête-corps tourne autour de 59 à 64 cm, pour une queue de 28 à 34 cm. Son poids moyen est de 5,7 kg pour les mâles et de 4,5 et 6,5 kg pour les femelles. Le baculum est d'une taille bien plus petite et moins lourde que celle du renard roux d’Europe.

### Pelage
Dû à une plus grande proportions de poils noirs sur la fourrure, le pelage du renard corso-sarde possède une coloration plus foncée par rapport aux populations d’Europe continentale : si le pelage est plus généralement d’une teinte roux ocre sur l’ensemble de la surface du corps, celui-ci reste relativement terne et devient plus grisonnante sur le dos, tandis que les parties inférieures telles que le cou et la gorge, les lèvres, la pointe des oreilles, les côtés et le haut des pattes antérieures sont d’une teinte plus claire, d’un fauve pâle pratiquement blanchâtre. Les pattes, l’arrière des oreilles sont d’une teinte noirâtre.

## Mode de vie

### Alimentation
Comme les autres sous-espèces de renards roux, le renard corso-sarde est un prédateur omnivore opportuniste. Son régime alimentaire se compose majoritairement de petits mammifères tels que des rongeurs et des lagomorphes, des oiseaux, des reptiles ou encore des insectes. Il peut également consommer des charognes, notamment de cervidés. Il peut compléter son alimentation par des fruits comme des fraises, des dattes ou des poires.

### Comportement
Le mode de vie du renard corso-sarde est principalement solitaire, bien que des couples puissent se former de manière temporaire, notamment en période de reproduction. Le principal prédateur du renard corso-sarde est l’Aigle royal.

### Reproduction
La saison des amours a lieu entre janvier et mars, avec un pic des naissances en avril et mai. La gestation dure entre 50 et 60 jours, et chaque portée compte en moyenne de trois à huit renardeaux, bien que jusqu’à douze petits puissent naître en une seule mise bas. Les renardeaux naissent aveugles et recouverts d’un pelage grisâtre, et leurs yeux s’ouvrent entre le 11 et le 14e jour. Le sevrage intervient vers 63 jours, et les jeunes atteignent leur maturité sexuelle vers 10 mois. Ils restent généralement auprès de leurs parents jusqu’à l’automne avant de devenir indépendants. La longévité de l’espèce est d’environ sept ans à l’état sauvage, et peut atteindre douze ans en captivité.

## Systématique
Le nom valide complet (avec auteur) de ce taxon est Vulpes vulpes ichnusae Miller, 1907.
Cette sous-espèce a été initialement décrite comme une espèce à part entière sous le taxon Vulpes ichnusae Miller, 1907.

### Publication originale
- (en) Gerrit S. Miller, « Some new European Insectivora and Carnivora », Annals and Magazine of Natural History, Londres, Taylor & Francis, vol. 20, no 119,‎ novembre 1907, p. 389–398 (ISSN 0374-5481, OCLC 1481361, DOI 10.1080/00222930709487354, lire en ligne).